# 山中往事 (1994年电影)
《山中往事》，又名《罌粟》，1994年12月1日在英属香港上映的爱情电影。

## 剧情
本片根据著名作家苏童的《罂粟之家》改编而成，讲述：1924年，枫树村一个苦命女人嫁给一个常年在外面打工漂泊的男人，在农村家里独自一人撑起门户，后来被罂粟贩子富豪看中。枫树村的地主沉草吸毒且爱上了寡妇马氏，偏偏寡妇暗恋沉草家做工的年轻力壮的农夫陈茂，陈茂也喜欢寡妇马氏。此时，沉草命令陈茂给其七姨太翠花借种。陈茂不知道如何取舍，不得已只得远走他乡。

## 演员
| 姓名       | 角色   | 備註     |
| 依片尾順序 |        |          |
| 岳虹       | 貴康妻 |          |
| 陳松勇     | 陳貴康 |          |
| 戴程       | 沉草   |          |
| 褚志剛     | 陳茂   |          |
| 鍾采菱     | 翠花花 |          |
| 吳南瑤     | 素子   | 沉草之妹 |
| 林挺生     | 姜龍   |          |
| 莫少琳     | 八姨太 |          |
| 呂俍慧     | 福尚妻 |          |
| 李家興     | 陳福尚 |          |
| 宋弘德     | 狗子   |          |
| 郭震宇     | 虎子   |          |
| 鄭婷婷     | 紅杏   |          |
| 何東       | 陳壽   |          |

## 主題曲
- 《戀》曲：陳斐烈，詞：何東